# 裸體新聞

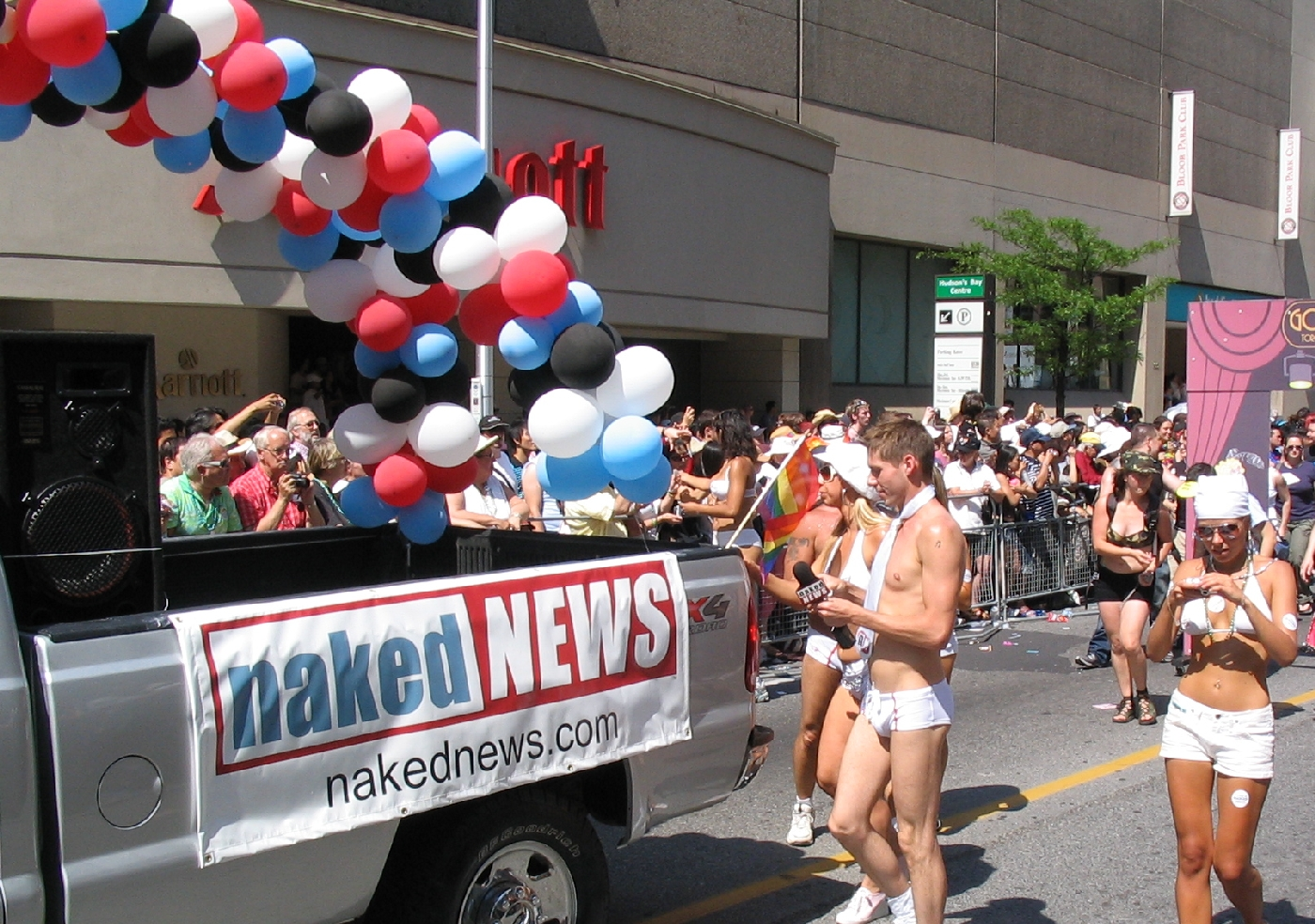
2007年的《裸體新聞》宣傳

《裸體新聞》（Naked News），是加拿大多倫多城市電視台的一個新聞節目，號稱爲「沒有任何保留」的節目。該節目每逢週一至週六以每天25分鐘的時間在互聯網播放，觀衆需要預付費用才可以觀看。在《裸體新聞》節目中主播都會以全裸姿態來報導新聞。
香港now-TV901台 - 冰火頻道亦曾於2004年播放全港首個中文裸體新聞節目 - 《冰火新聞168》，但節目於播放兩集後便停播。
除加拿大以外，目前開播類似的新聞節目還有俄羅斯、保加利亞、澳大利亞、塞爾維亞、日本等國家。

## 新聞主播

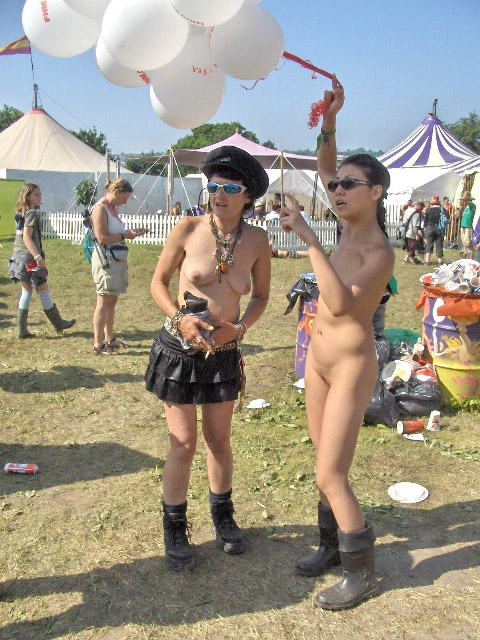
「裸體新聞」主持人關莉莉

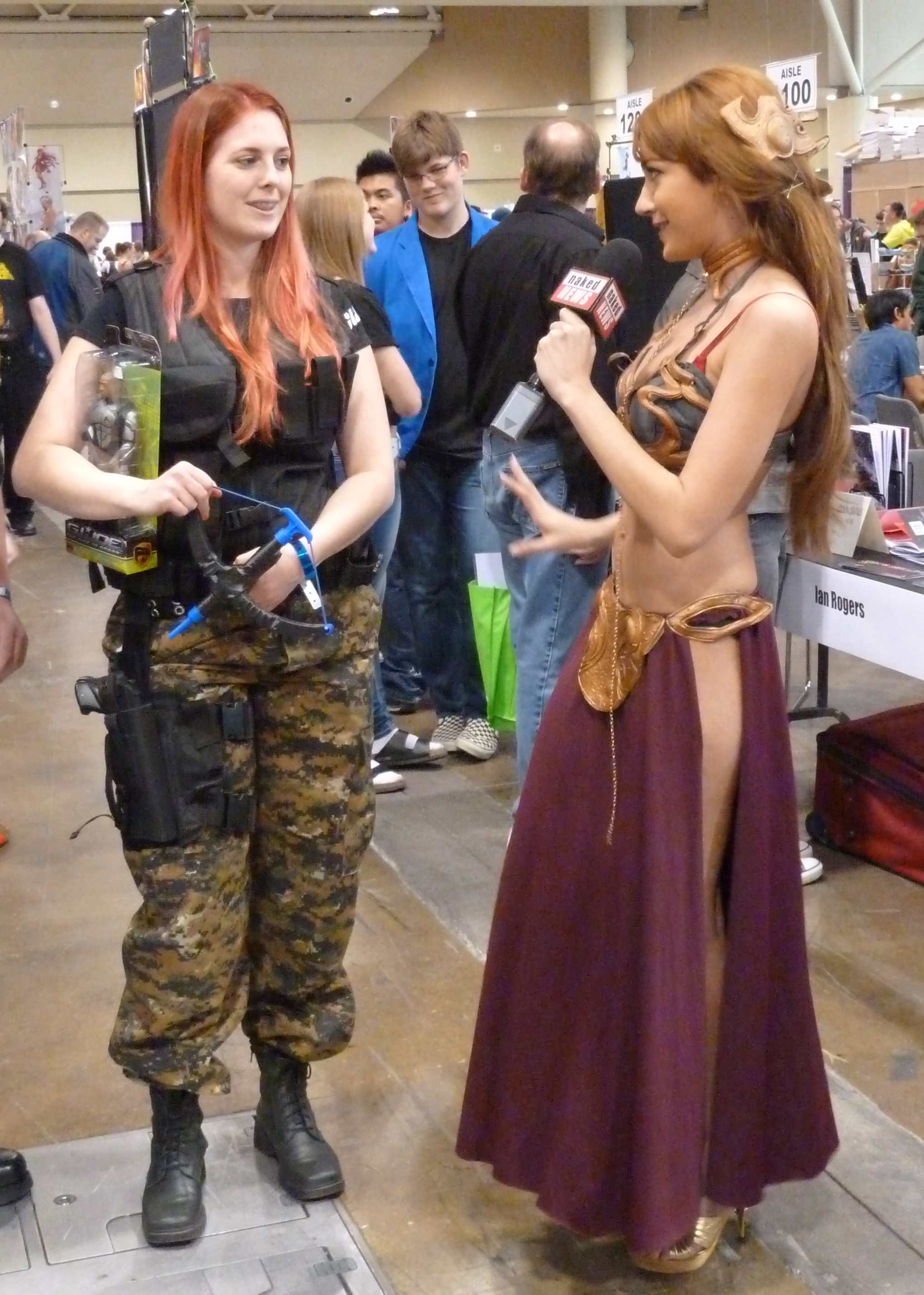
前「裸體新聞」主播Rachel Simmons，在多倫多2012動漫博覽Toronto Comicon

### 現任主播
- Eila Adams（2009–現在）[2][3][4]
- Madison Banes（2015–現在）[5][4]
- Alana Blaire（2017–現在）[4]
- Shannon Blake（2017–現在）[6]
- Laura Desiree（2017–現在）[來源請求]
- Tia Larose（2017–現在）[7]
- Whitney St. John（2006–現在）[2][8]
- Betsy Swoon（2017–現在）[9]
- Marina Valmont（2012–2013, 2017–現在）[3]

### 過去主播
- Ariella Banks
- Carli Bei（2014–2018）
- Addilyn Bailey（2016–2017）
- Lisa Benton（2006）
- Devon Calwell（2000–2001）
- Lynn Colson（2002–2004）
- Laura Conner（2012–2013）
- Katherine Curtis（2008–2017）
- Diane Foster（2000–2001）
- Gretchen Frazier（2001–2002）
- Gia Gomez（2003, 2005–2006）
- Kelli Graham（2002–2003）
- Kaye Grant（2001–2002）
- Elizabeth Jansen（2001–2005）
- Ashley Jenning（2003–2005）
- Alyson Jones（2001–2004）
- Erika Jordan（??–2017）
- Christine Kerr
- Yukiko Kimura（2005–2007）
- Athena King（2001–2003, 2005–2006）[10]
- 關莉莉（2001–??）[10]
- Elise Laurenne
- Samantha Page（2003–2005）
- Michelle Pantoliano（2002–2006）[10]
- Natasha Olenski（2010–2017）
- Roxanne O'Neill（2016–2017）[5]
- Alex Pantos（2006–2007）
- Peyton Priestly（2011–2016）
- Sandrine Renard（2001–2008）[10]
- Brooke Roberts（2001–2002）[10]
- Samantha Rone（2016）
- Isabella Rossini（2014–2016）
- Carmen Russo（2000–2002, 2004）
- Whitney St. John（2006–2007, 2009–2010）
- Erin Sherwood（2000–2003）[10]
- Cameron Shore（2005–2006）
- Rachel Simmons（2006–2014）
- Victoria Sinclair（1999–2015）[11]
- Erica Stevens（2002–2006, 2007–2008, 2011–2015）[10]
- Valentina Taylor（2007–2010）
- April Torres（2003–2010）
- Roxanne West（2001– 2012）[10]
- Holly Weston（2000–2001, 2002–2004）[10]
- Rachelle Wilde（2010–January 2015, 2016）
- Sarah Winters（2002–2003）